# Matt Sorum
Matt Sorum (* 19. listopadu 1960, Mission Viejo, Kalifornie) je americký rockový bubeník. Hrál v kapelách Hawk, nebo The Cult. V roce 1990 nahradil v kapele Guns N' Roses bubeníka Stevena Adlera. Sorum spolu s Guns N' Roses nahrál alba Use Your Illusion I, Use Your Illusion II a The Spaghetti Incident?. V roce 1997 byl v důsledků sporů s Axlem Rosem Sorum z Guns N' Roses vyhozen. Spolu se dvěma ex-členy Guns N' Roses Slashem a Duffem McKaganem, působil v kapele Velvet Revolver, jejímiž členy jsou ještě Scott Weiland a Dave Kushner. V roce 2012 zakládá kapelu Rock N'Roll All Stars, později Kings of Chaos, jde o koncertní superkapelu. Matt také pracoval na sólových deskách pro Duffa McKagana, Gilbyho Clarka, Buddyho Riche, Sammyho Hagara, Tommy Leeho, Stevieho Salase, Macy Gray či Atifa Aslama.

## Diskografie

### S Jeff Paris
1987 - Wired Up

### S Y Kant Tori Read
1988 - Y Kant Tori Read

### S Guns N'Roses
- 1991 - Use Your Illusion I
- 1991 - Use Your Illusion II
- 1993 - The Spaghetti Incident?

### Se Slash's Snakepit
- 1995 - It's Five O'Clock Somewhere

### S Neurotic Outsiders
1996 - Neurotic Outsiders

### S Hawk
- 2001 - Hawk

### S The Cult
- 2001 - Beyond Good and Evil

### S Velvet Revolver
- 2004 - Contraband
- 2006 - Melody and the Tyrrany (EP)
- 2007 - Libertad

### S Johnny Crash
- 2008 - Unfinished Business

### Sólová tvorba
- 2004 - Hollywood Zen
- 2014 - Stratosphere